# Isachne kunthiana
Isachne kunthiana là một loài thực vật có hoa trong họ Hòa thảo. Loài này được (Wight & Arn. ex Steud.) Miq. mô tả khoa học đầu tiên năm 1857.